# Connexió afí

Una connexió afí a l'esfera fa rodar el pla tangent afí d'un punt a un altre. Mentre ho fa, el punt de contacte traça una corba en el pla: el desenvolupament.

En geometria diferencial, una connexió afí és un objecte geomètric en una varietat llisa que connecta espais tangents propers, de manera que permet diferenciar camps vectorials tangents com si fossin funcions de la varietat amb valors en un espai vectorial fix. Les connexions es troben entre els mètodes més simples per definir la diferenciació de les seccions de paquets vectorials.
La noció de connexió afí té les seves arrels en la geometria i el càlcul tensoral del segle xix, però no es va desenvolupar completament fins a principis dels anys vint, per Élie Cartan (com a part de la seva teoria general de les connexions) i Hermann Weyl (que va utilitzar la noció com a una part dels seus fonaments per a la relativitat general). La terminologia es deu a Cartan i té els seus orígens en la identificació d'espais tangents a l'espai euclidià Rn per traducció: la idea és que l'elecció de connexió afí fa que una varietat sembli infinitesimament a l'espai euclidià no només amb suavitat, sinó com un espai afí.

Exemple de connexió afí. La mètrica és ds2 = dr2 + dθ2. El camp vectorial vermell Y envia dθ a r, i el camp vectorial blau X envia dr a 1. Així ∇YX=0. El camp vectorial vermell indicant que X no té canvis al llarg de Y. En altres paraules, X transporta paral·lelment al llarg de cada cercle concèntric. ∇XY = Y/r a tot arreu, que envia rdθ a 0,5 a tot arreu, la qual cosa implica que Y té una velocitat de canvi "constant" en la direcció radial.

En qualsevol varietat de dimensió positiva hi ha infinites connexions afins. Si la varietat està més dotada d'un tensor mètric, hi ha una opció natural de connexió afí, anomenada connexió Levi-Civita. L'elecció d'una connexió afí equival a prescriure una manera de diferenciar camps vectorials que satisfà diverses propietats raonables (linearitat i regla de Leibniz). Això produeix una possible definició d'una connexió afí com a derivada covariant o connexió (lineal) al paquet tangent. Una elecció de connexió afí també és equivalent a una noció de transport paral·lel, que és un mètode per transportar vectors tangents al llarg de corbes. Això també defineix un transport paral·lel al paquet de trama. El transport paral·lel infinitesimal al paquet de trama produeix una altra descripció d'una connexió afí, ja sigui com a connexió Cartan per al grup afí o com a connexió principal al paquet de trama.
Els principals invariants d'una connexió afí són la seva torsió i la seva curvatura. La torsió mesura fins a quin punt es pot recuperar el suport de Lie dels camps vectorials de la connexió afí. Les connexions afins també es poden utilitzar per definir geodèsiques (afins) en una varietat, generalitzant les rectes de l'espai euclidià, encara que la geometria d'aquestes rectes pot ser molt diferent de la geometria euclidiana habitual; les principals diferències es troben encapsulades en la curvatura de la connexió.